# Itororó (ort)
Itororó är en ort i Brasilien.   Den ligger i kommunen Itororó och delstaten Bahia, i den östra delen av landet, 800 km öster om huvudstaden Brasília. Itororó ligger 253 meter över havet och antalet invånare är 17 324.
Terrängen runt Itororó är kuperad åt nordväst, men åt sydost är den platt. Det finns inga andra samhällen i närheten.
Omgivningarna runt Itororó är huvudsakligen savann. Runt Itororó är det glesbefolkat, med 10 invånare per kvadratkilometer.